# Tsuyoshi Otsuki
Tsuyoshi Otsuki (大槻 毅 Otsuki Tsuyoshi?, nacido el 1 de diciembre de 1972 en Miyagi) es un exfutbolista japonés y entrenador que dirige actualmente el Urawa Red Diamonds.

## Apodos
Debido a su carácter y apariencia física, se le ha apodado como Yutōyomi (組長) que vendría a ser el "líder de un grupo" dentro de la Yakuza. También  se le apoda por el mismo motivo como "Outrage", filme del 2010 dirigido por Takeshi Kitano.
Desde que volvió a dirigir el 2019 al Urawa, se le conoce como "Outrage Coda", la secuela del filme antes mencionado.

### Como futbolista
| Club            | País  | Año |
| --------------- | ----- | --- |
| Sony Sendai     | Japón |     |
| Teachers Miyagi | Japón |     |

### Como entrenador
| Club       | País  | Año   |
| ---------- | ----- | ----- |
| Urawa Reds | Japón | 2018  |
| Urawa Reds | Japón | 2019- |